# Крајова
Крајова (рум. Craiova) је један од најзначајнијих градова у Румунији. Овај град се налази у југозападном делу земље, у историјској покрајини Олтенија. Крајова је управно средиште жупаније Долж и културно и привредно средиште Олтеније. Представља највећи економски и културни центар области западно од Букурешта. Град Крајова обухвата насеља Изворул Рече, Мофлени, Поповени, Ровине, Факај, Чернеле, Чернелеле де Сус и Шимнику де Жос.
Крајова се простире се на 81,97  и према попису из 2021. године у граду је живело 234.140 становника.

## Географија
Град Крајова налази се у средишњем делу историјске покрајине Олтеније. Град је смештен месту где река Жију излази из побрђа у подножју Карпата и улази у равницу Влашке низије. По томе је град идеално смештен на пола пута између Дунава на југу и Карпата на северу, односно Дунава на западу и Олта на истоку.

## Историја
Име Крајова потиче из словенских језика и значи „Краљев град“. Матија Ненадовић у Мемоарима овај град спомиње под именом Краљево, када су Дунавом ишли, даље преко Букурешта - за Русију. Године 1397, у близини Крајове одиграла се чувена битка између турског султана Бајазита и влашког војводе Мирчете. Током битке погинуо је турски вазал - српски краљевић Марко Мрњачевић. У 15. веку Крајова је била седиште Бана Олтеније ("Мале Влашке"). Од 1718. до 1738, Крајова је припадала Аустрији, а 1801. су је опљачкали Турци. Код града се 31. октобра 1853. године водила борба између руских претходница и Турака. Године 1858, ујединиле су се кнежевине Влашка и Молдавија. Тиме је Крајова изгубила своју традиционалну функцију друге престонице Влашке, (поред Букурешта).
Године 1916. Крајова је главно место Дољушког округа. То је највећи град западне "Мале Влашке", необично живо трговачко место на жељезничкој прузи. У њему живи 70.000 становника на великом простору, али задржао је паланачки изглед. Модерне су само две главне улице. Знаменитости града су 27 цркава, лепо позориште, градско купатило, нарочито леп градски парк звани "Парк Бибеско". Од државних институција ту раде окружни, трговачки и апелациони суд, стационирана команда корпуса. Поред гимназије, постоји трговачка школа и још неколико "девојачких школа".

## Срби у Крајови
"Крајовски Банат" или српска крајина, са градом Крајевом, "тако рећи до јуче се зваше српским". Данашње Краљево (Крајова) кога основа Стефан Дечански српски краљ, и које Власи зову "Мала Влашка" (или Србешта) - него и народ у њему до скоро зваше се само Србјештима, што ће рећи Србима, па чак и по званичним актима, то је тако данас још и у самом народу. Владари Мале Влашке називани су "Бановићи од Крајова". По верзији данашњих Срба у Крајови, такође се ради о "краљу" - али "краљу Јови" или "цару Јовану Ненаду" - српском народном вођи - самозваном "цару" из средине 16. века.
Српска епска песма ""Цар Урош и мајка му", пева о "Крајови на реци Алтици" (Олту), где се налази српски владика. Цар Урош Немањић је позивајући на државни сабор, послао пето писмо том владици.
Барбул "бан од Крајове" имао је жену Српкињу, Негославу. Крајовски бан Ђорђе Рац био је по налазу румунског историчара Илије Барбулескуа, Србин од рода Бранковића.
У фрушкогорском манастиру Ремети се половином 19. века налазило рукописно четворојеванђеље (србуља), у црвеној кадифи. Из једног најстаријег записа се види да га је писао 12. августа 1580. године у "угровалахијској земљи, месту 'Краљеву'" (Крајови), "протопоп Јован Србин од места Кратова" (у Македонији).
У потпису једне молбенице католичке општине у "Краљеву" у Влашкој, упућеној римском Папи (из 17. века), срећу се потписи многих Срба за које се претпоставља да су ту избегли након "Ћипровачке катастофе", из тог града. Потписао се међу њима и трговац Матија "Дубровчан".
Наручио је српску књигу о цвећу, 1829. године у Темишвару, Видинац у Крајови, Тома Хаџи Петаков "љубитељ књига". Године 1836. у Крајови је постојао претплатнички пункт за једну бугарску књигу. Од 21 претплатника, половина или њих 12 носи српску верзију презимена.
Српску књигу коју је написао српској омладини један Грк, купио је 1837. године Михаил Хаџадес из Крајове. Исте године се појавила српска историјска књига Симе Милутиновића Сарајлије која је стигла у "Краљево" у "Малој Влашкој" у руке: госпође Јулијане Радивојевић рођене Вијатовић и Атанасије Милановића.
У Крајови је 1838. године живео др Берон Петар, тамошњи лекар и "бугарски" књижевник. Он се заправо називао Петар хаџи Беронић родом из Казана 1794. године. Своје презиме је у то време "побугарио", како се наводи у напомени, да се не види његово српско порекло.
У Крајови је 1839. године организован велики претплатнички пункт, захваљујући скупљачу Атанасији Милановићу. Његов списак читалаца купаца књиге чине: Александар Петровић - Карађорђев син, Атанасије Милановић - агент грчког генералног посланства у Влашкој и Молдавској у Крајови, Анђел Теодоровић чиновник Влашки, Кича Теодоровић купец, Бањка Љубић земљеделац, Митранко Малић професор разних језика, Григорије Миленковић земљеделац, Теодор Ћирковић (родом из Пљеваља), Лука Ђедовић (родом из вароши Корнић), Јаков Лукић трговац (из Шапца) и Антоније Бошковић (родом из босанског Брода). Учитељ у Крајови, Петар Поповић је 1844. године дао прилог за Школски фонд. Пожаревљанин, Никола Поповић држао је годинама гостионицу у "Краљеву" (Крајови) од које се обогатио и вратио у Србију 1852. године.
Помињу се 1855. године приложници за споменик српском песнику и монаху Лукијану Мушицком. Тако су у Оравици свој прилог дали становници Крајове: Аврамовић трговац 2 ф., Костаки Димитријевић трговац 1 ф. Једна српска књига је имала читалачку публику у Краљеву у Влашкој (Крајови) 1857. године. Пункт је формирао Анастасије Икономовић из Видина, а пријавили су се читаоци: Петар Цекавић (5 књига), Михаил Николајевић, Павел Јовановић, Живко Стојановић капетан, Георгије, Владимир и Светозар Арсић, Димитрије Јаковић, Никола Василов, Михаил Василовић, Ванка Љубић "староста", и три са стране - из Калафата и Котлана. Румунски листови су у јесен 1860. године писали о Србину, Мојсилу Живоиновићу бившем чиновнику, који се доселио из Србије. Он је донео два нова плуга који су његов патент и омогућавају да сам човек оре и сеје, по јутро на дан без ичије помоћи.
Када је 1887. године умро познати српски публицист Лаза Нанчић, уредник "Заставе" из Новог Сада, дуга изјава саучешћа стигла је из "Крајева у Румунији". Написали су је у име тамошње "Српске занатске читаонице", њени први људи Срби: Тоша Д. Ћировић председник, Ђорђе С. Антоновић деловођа, и чланови Управе - Тодор Т. Адамовић, Љубомир Радивојевић и Петар Игњатијевић. У Крајови је живео и радио др Ђорђе Милетић, сарадник и синовац Светозара Милетића (1895). Ђорђе је био познат лекар и стручни писац о којем се чуло широм румунске државе.
Срби староседеоци и данас живе у Крајови. Организовани су и чине Месну организацију (2012): Крајова, чији је председник: Радојка Чекић. Српска организација се окупља на друштвеној адреси у Крајови: Organizaţia locală a Uniunii Sârbilor din România
... Craiova, judeţul Dolj.

## Становништво
| 1912.  | 1930.  | 1948.  | 1956.  | 1966.   | 1977.   | 1992.   | 2002.   | 2011.   | 2021.   |
| ------ | ------ | ------ | ------ | ------- | ------- | ------- | ------- | ------- | ------- |
| 51.404 | 63.215 | 84.574 | 96.897 | 148.711 | 221.261 | 303.959 | 302.601 | 269.506 | 234.140 |

Град Крајова је на попису 2021. године имала 234.140 становника, за 35.366 (-13,12%) мање од претходног пописа 2011. године када је било 269.506 становника. Од тога у насељу Крајова живи 225.349 становника (96,25%), а у осталим насељима 8.791 становика (3,75%).
Према попису становништва из 2021, већину становништва су чинили Румуни (89,49%), а од мањина је највише било Рома (1,96%).
Некада је у граду живела и заједница Јевреја.
| Етнички састав према попису из 2021.‍ | Етнички састав према попису из 2021.‍ | Етнички састав према попису из 2021.‍ | Етнички састав према попису из 2021.‍ | Етнички састав према попису из 2021.‍ |
| ------------------------------------ | ------------------------------------ | ------------------------------------ | ------------------------------------ | ------------------------------------ |
|                                      |                                      |                                      |                                      |                                      |
| Румуни                               | Румуни                               |                                      | 190.634                              | 81,42%                               |
| Роми                                 | Роми                                 |                                      | 2.639                                | 1,13%                                |
| Македонци                            | Македонци                            |                                      | 361                                  | 0,15%                                |
| Мађари                               | Мађари                               |                                      | 63                                   | 0,03%                                |
| Италијани                            | Италијани                            |                                      | 61                                   | 0,03%                                |
| Албанци                              | Албанци                              |                                      | 43                                   | 0,02%                                |
| Немци                                | Немци                                |                                      | 32                                   | 0,01%                                |
| Остали                               | Остали                               |                                      | 362                                  | 0,15%                                |
| Непознато                            | Непознато                            |                                      | 39.945                               | 17,06%                               |

### Насеља
Град Крајова се састоји од 9 насеља:
| Насеље           | Изворни назив | Број становника | Број становника | Број становника |
| Насеље           | Изворни назив | 2002.           | 2011.           | 2021.           |
| ---------------- | ------------- | --------------- | --------------- | --------------- |
| Изворул Рече     |               | 707             | 617             | 483             |
| Крајова          |               | 291.443         | 258.340         | 225.349         |
| Мофлени          |               | 1.641           | 1.547           | 648             |
| Поповени         |               | 863             | 1.250           | 1.026           |
| Ровине           |               | 664             | 631             | 570             |
| Факај            |               | 1.512           | 1.050           | 777             |
| Чернеле          |               | 3.419           | 4.783           | 2.857           |
| Чернелеле де Сус |               | 1.257           | 182             | 1.153           |
| Шимнику де Жос   |               | 1.095           | 1.106           | 1.277           |
| Град Крајова     |               | 302.601         | 269.506         | 234.140         |

## Знаменитости
Крајова је позната по очуваним црквама и бројним музејима. Град има 2 државна универзитета и неколико виших школа. Градска Виша школа за румунски језик је друга по старости у држави.

## Партнерски градови
- Патра
- Куопио
- Лион
- Нантер
- Шијен
- Скопље
- Враца
- Фигерас
- Ферара

## Галерија
- Градска кућа Крајове
- Универзитет у Крајови - ректорат
- Букурешки булевар
- Веома позната Саборна Црква св. Димитрија
- Положај града Крајова на територији жупаније Долж